# Edmund N. Morrill
Edmund Needham Morrill, född 12 februari 1834 i Westbrook, Maine, död 14 mars 1909 i San Antonio, Texas, var en amerikansk republikansk politiker. Han var ledamot av USA:s representanthus 1883–1891 och Kansas guvernör 1895–1897.
Morrill var ledamot av Kansasterritoriets lagstiftande församling 1857–1858 och deltog sedan i amerikanska inbördeskriget i nordstaternas armé. Han var verksam som bankdirektör och satt som ledamot av delstaten Kansas senat 1872–1874 samt 1876–1880. År 1883 tillträdde han som kongressledamot. År 1891 efterträddes Morrill i USA:s representanthus av Case Broderick.
Morrill efterträdde 1895 Lorenzo D. Lewelling som guvernör och efterträddes 1897 av John W. Leedy.
Morrill avled 1909 i Texas och gravsattes i Kansas.